# Vivo per lei
«Vivo per lei» (с итал. — «Я живу для неё») ― песня 1995 года, записанная итальянским исполнителем Андреа Бочелли в дуэте с Джорджией Тодрани для его альбома Bocelli. Песня также была выпущена в дуэте с другими исполнительницами, в том числе Мартой Санчес в странах Испании и Латинской Америки, Элен Сегара во франкоязычных странах, Джуди Вайс в немецкоязычных странах, Сэнди на бразильском португальском языке и Бонни Тайлер на английском языке под названием «Live for Love», хотя из-за споров со звукозаписывающей компанией их версия так и не была выпущена.
Версия с Мартой Санчес под названием «Vivo por ella», вошедшая в её альбом One Step Closer, достигла второго места в Панаме и вошла в двадцатку лучших латиноамериканских песен американского Billboard Hot. Версия с участием Элен Сегара была выпущена в декабре 1997 года и стала хитом в Бельгии (Валлония) и Франции, где заняла первое место в чартах. Это был пятый сингл из первого студийного альбома Сегары CœUr de verre. Версия с Джуди Вайс также возглавила чарты Швейцарии в 1997 году.

## История
Песня на итальянском языке была первоначально написана группой O.R.O. в 1995 году для их альбома Vivo per... В том же году песня получила премию Disco per l'estate. В том же году текст песни был переписан, по-прежнему на итальянском языке, Гатто Панчери. Для международных версий немецкий текст был написан Михаэлем Кунце, французский ― Артом Менго, а испанский ― Луисом Гомесом Эсколаром. Существует также греческая версия под названием «Se Thelo edo» в исполнении Димитры Галани и Георгоса Карадимоса.
Во время первого тура Сегары эта песня была исполнена, но Бочелли заменил Бруно Пеллетье. Эта версия доступна в концертном альбоме En concert à l'Olympia в качестве второго трека на втором компакт-диске. Она также была включена в сборник Сегары Le Best of и в альбом Бруно Пеллетье Sur Scene (2001).
Песня была записана в 2004 году Калоджеро, Хименой Бади и Патриком Фиори в альбоме Les Enfoirés Les Enfoirés dans l'espace.

### Кавер-версии
В 2024 году была выпущена кавер-версия на языке оригинала в исполнении Алексея Гомана и Марии Зайцевой.

## Трек-лист
Italy
CD single
| №  | Название                                                             | Длительность |
| -- | -------------------------------------------------------------------- | ------------ |
| 1. | «Vivo per lei»                                                       | 4:23         |
| 2. | «Vivo per lei – Ich lebe für sie» (by Andrea Bocelli and Judy Weiss) | 4:23         |

Francophone countries
CD single
| №  | Название                                  | Длительность |
| -- | ----------------------------------------- | ------------ |
| 1. | «Vivo per lei (je vis pour elle)»         | 4:23         |
| 2. | «Voglio restare così» (by Andrea Bocelli) | 3:51         |

Digital download
| №  | Название                                                                                      | Длительность |
| -- | --------------------------------------------------------------------------------------------- | ------------ |
| 1. | «Vivo per lei (je vis pour elle)»                                                             | 4:23         |
| 2. | «Vivo per lei (je vis pour elle)» (live at the Olympia, by Hélène Ségara and Bruno Pelletier) | 4:32         |

German-speaking countries
CD single
| №  | Название                                  | Длительность |
| -- | ----------------------------------------- | ------------ |
| 1. | «Vivo per lei – Ich lebe für sie»         | 4:23         |
| 2. | «Voglio restare così» (by Andrea Bocelli) | 3:51         |

Brazilian Portuguese version
CD single
| №  | Название                          | Длительность |
| -- | --------------------------------- | ------------ |
| 1. | «Vivo por Ella» (featuring Sandy) | 4:20         |

## Чарты
| Чарт(1996)                           | Высшая позиция |
| ------------------------------------ | -------------- |
| Netherlands (Dutch Top 40 Tipparade) | 3              |
| Нидерланды (Single Top 100)          | 39             |

| Чарт(1997)                      | Высшая позиция |
| ------------------------------- | -------------- |
| Австрия (Ö3 Austria Top 40)     | 22             |
| Германия (GfK)                  | 45             |
| Швейцария (Schweizer Hitparade) | 1              |

| Чарт(1997–98)                  | Высшая позиция |
| ------------------------------ | -------------- |
| Бельгия/Валлония (Ultratop 50) | 1              |
| Франция (SNEP)                 | 1              |

| Чарт(1998)                        | Высшая позиция |
| --------------------------------- | -------------- |
| Panama (El Siglo de Torreón)      | 2              |
| США (Billboard Hot Latin Songs)   | 16             |
| США (Billboard Latin Pop Airplay) | 9              |
| США (Billboard Tropical Airplay)  | 8              |

| Чарт(1997)                        | Позиция |
| --------------------------------- | ------- |
| Switzerland (Schweizer Hitparade) | 8       |

| Чарт(1997)                  | Позиция |
| --------------------------- | ------- |
| Belgium (Ultratop Wallonia) | 92      |
| France (SNEP)               | 52      |
| Чарт(1998)                  | Позиция |
| Belgium (Ultratop Wallonia) | 4       |
| France (SNEP)               | 6       |

| Регион                                                       | Сертификация | Продажи  |
| ------------------------------------------------------------ | ------------ | -------- |
| Бельгия (BEA) · Version with Hélène Ségara                   | Платиновый   | 50 000*  |
| Франция (SNEP) · Version with Hélène Ségara                  | Платиновый   | 500 000* |
| Италия (FIMI) · Version with Giorgia                         | Золотой      | 15 000*  |
| * Данные о продажах приведены только на основе сертификации. |              |          |